# Магелланово Облако (рок-группа)
Магелланово Облако — российский музыкальный коллектив. Главное действующее лицо — Сергей Дворецкий (род. 23 июня 1981 года), автор музыки и текстов всех песен в стиле Indie.

## История группы
Московская группа «Магелланово Облако» сформировалась зимой 2010 года. Днём рождения группы принято считать 1 декабря 2010 года.
Песни «Магелланово Облако» — это яркие мелодии в стиле софт-рок с образной многослойной лирикой. Сами музыканты говорят о том, что это музыка непривычной для нашего времени тонкости и гармонии. Музыкальные критики проводят аналогии между группами «Магелланово Облако» и «Аквариум», находят влияние David Bowie и Tyrannosaurus Rex. Манеру пения лидера группы Сергея Дворецкого сравнивают с вокалом Antony Hegarty («Antony and the Johnsons») и обнаруживают схожесть с симфонизмом «Electric Light Orchestra».
Дискография группы включает в себя 22 альбома. В багаже группы — работа над альбомом «Условный Сигнал» вместе с ирландским саунд-продюсером Tommy McLaughlin (Villagers) и мастеринг инженером Richard Dowling (Sinead O’Connor, David Bowie, Eurythmics, Foo Fighters, Interpol, Brian Eno, Sparks, Suede, The Kinks и др.), две успешные краудфандинговые акции на Kroogi.com и Planeta.ru, результатами акции стали выпуски альбомов «Идиосинкразия» и «Условный Сигнал» на CD и виниловых пластинках, концертные туры по городам России, выступления на Украине и в Беларуси.
Англоязычные песни группы выходят под названием группы «Magellanic Cloud».
Группа принимала участие в музыкальных фестивалях Folk Summer Fest-2019, Платформа-2017, Троица-2016, Грани-2016, Радио Маяк-2016, КакБыФест −2016, Свое радио-2015, ВотЭтно-2014, 2013, Шокофест-2014, Космофест-2016, 2013, Cardiowave Fest-2013, Доброфест-2012, Живые-2012 и других.
Песни группы «Магелланово Облако» звучали в эфирах радиостанций «Наше радио», «Маяк», «MAXIMUM», «Культура», «Радио России», «Комсомольская правда», «Говорит Москва», «Свое радио», «Вера», «Балтика», «Радио 1», «LIFE FM», «Столица» и других радиостанций, а также на телеканалах «НТВ», «Москва 24», «Столица», «Радость моя», «Живое ТВ», «Онлайн ТВ», «Stage TV», «Просвещение», «Совершенно Секретно», «Теледом», «Общественное телевидение России», «Парк Развлечений», «Звезда».
«Магелланово Облако» — финалисты всероссийского вокального конкурса «Новая звезда» 2019 (телеканал «Звезда»).
Коллектив сотрудничал с благотворительными фондами «Вера», «Будь человеком», «Найди семью» и «Живи, малыш».

## Хроника событий группы
В 2011 году группа «Магелланово Облако» выпустила свой первый альбом «Оберег».
В 2012 году вышли два альбома — «Shuffle» и «На Первую Строку».
В 2013 году были выпущены альбомы «Магелланово Облако» и «Акустика».
В августе 2013 года увидел свет дуэт группы «Магелланово Облако» и вокалистки «Flёur» Елены Войнаровской — песня «Оберег». Записанная в Москве и Одессе, композиция вошла в альбом «Идиосинкразия»
В 2014 году группа «Магелланово Облако» провела две успешные краудфандинговые акции на Kroogi.com и Planeta.ru, собрав более 100% необходимых средств. Результатами акций стали выпуски альбомов «Идиосинкразия» и «Условный Сигнал» на CD и виниловых пластинках.
В сентябре 2014 года группа выпустила альбом «Условный Сигнал», над которым московские музыканты работали с ирландским саунд-продюсером Tommy McLaughlin (Villagers) и мастеринг инженером Richard Dowling (Sinead O'Connor, David Bowie, Eurythmics, Foo Fighters, Brian Eno, Sparks, Suede, The Kinks и др.)
В апреле 2015 года группа выпустила сингл «Ледовитый Океан» — кинематографичный арт-эксперимент, вышедший коллекционным лимитированным тиражом на CD c индивидуальной нумерацией экземпляров.
4 декабря 2015 группа представила новый альбом «Параллели». Основная особенность «Параллелей» — обрамление образов песен не только классическими аранжировками, как это было в прежних работах группы, но и ожившими атмосферными звуками, родившихся из настроений и визуальных форм новых песен. Весной 2016 года прошли туры по Югу, Поволжью и Уралу, а также концерты в двух столицах.
20 мая 2016 группа представила новый сингл «Позывной», предваряющий новый альбом. «Позывной» — обращение к теме одиночества, вселяющее жизнеутверждающую уверенность в том, что каждый будет услышан и понят.
18 августа 2016 группа Магелланово Облако представила второй сингл — песню «Перекати-Поле». «Перекати-Поле» — размышление о важности тонких душевных связей между людьми. В мире, где в каждом из нас создан определенный микрокосмос, важно искать пересечения на эмоциональном и чувственном уровне, стараться слышать друг друга, сострадать и протягивать руку помощи.
13 сентября 2016 состоялась премьера клипа на песню «Перекати-Поле» (видеоконцепция, режиссура, съемка, монтаж — Ольга Косина).

26 сентября 2016 группа Магелланово Облако представила свою новую работу — «Случайная Любовь» (EP). 23 декабря 2016 Магелланово Облако представили третий сингл — «Досмотреться До Бога»
5 февраля 2017 состоялась премьера новой песни под названием «Шифр» . Песня стала еще одним синглом будущего альбома группы. В поддержку релиза прошли концерты в Москве, Санкт-Петербурге и Минске.
9 июня 2017 группа «Магелланово Облако» представила новый альбом, который получил название «Архитектоника» . Точный и понятный камертон для правдивого разговора с собственным сердцем.
21 декабря 2017 г. «Магелланово Облако» представили новогодний сингл «Отголоски». (Видеоконцепция, режиссура, съемка, монтаж — Ольга Косина).
11 марта 2018 группа «Магелланово Облако» официально представила новый альбом который получил название «Поворот Колеса» .
13 марта 2018 группа «Магелланово Облако» представляет клип на композицию «По Тонким Проводам». Эта песня вошла в альбом «Поворот Колеса».
Сняла клип режиссёр Ольга Косина. Она же разработала видеоконцепцию, произвела съёмку и сделала окончательный монтаж материала. Главные роли в клипе исполнили Маша Тим и лидер группы «Магелланово Облако» Сергей Дворецкий.

4 сентября 2018 группа «Магелланово Облако» официально представила новый альбом, который получил название «Вьюга» .
5 октября 2018 группа «Магелланово Облако» представляет клип на композицию «Давай Не Проспим» с альбома «Вьюга».
Видеоконцепция, режиссура, съемка, монтаж — Ольга Косина.
Главные роли в клипе исполнили лидер группы «Магелланово Облако» Сергей Дворецкий и Илья Сосницкий (бас-гитара группы «Магелланово Облако»)
25 октября 2018 группа «Магелланово Облако» представляет новый сингл проекта «Magellanic Cloud» — «Empty Vase»
9 ноября 2018 группа «Магелланово Облако» официально представила концертный альбом «Live».
В декабре 2018 г Магелланово Облако стали финалистами всероссийского вокального конкурса "Новая звезда" 2019 (телеканал "Звезда").

«Они очень интересные, мы их отметили. Некоторые замечания были, но это очень хорошая группа, которая имеет будущее!» (Председатель жюри музыкального конкурса «Новая Звезда» Максим Дунаевский) 
В 2019 году  группа «Магелланово Облако» приняла участие в трибьютах «БУЛАТ 95, Ч. 2 (К 95-летию Булата Окуджавы)» и «Визбор 85 (К 85-летию Юрия Визбора)». 
«Магелланово Облако» представило «Давайте прощаться, друзья» в виде трепетного куртуазного романса.
.
29 марта 2019 группа «Магелланово Облако» представила новый альбом, который получил название «Вибрация».
5 мая 2019 группа «Магелланово Облако» представляет клип на композицию «Движения» с альбома «Условный Сигнал».
Автор идеи, режиссура, съемка, монтаж, продакшн — Ярослав Болотин. Главные роли в клипе исполнили лидер группы «Магелланово Облако» Сергей Дворецкий и Екатерина Капитанова (флейта группы «Магелланово Облако»).
23 мая 2019 группа «Магелланово Облако» представляет клип на композицию «Ледовитый Океан» с альбома «Параллели».
Автор идеи, режиссура, съемка, монтаж, продакшн — Ярослав Болотин. Герой: Павел Гошин.
28 октября 2019 группа «Магелланово Облако» представила альбом «Золотое Сечение».
1 января 2020 группа «Магелланово Облако» представляет новый сингл проекта «Magellanic Cloud» — «House Of Music» и клип на эту песню.
Автор идеи клипа, режиссура, съемка, монтаж, продакшн — Ярослав Болотин. Герои: Ярослав Болотин, Анастасия Волчек.

25 сентября 2020 группа «Магелланово Облако» представила альбом «Отражение» и клип на заглавную песню альбома, снятый режиссёром Ольгой Косиной. В съемках «Отражения» приняли участие музыканты «Магелланова облака» Илья Сосницкий, Екатерина Капитанова, Светлана Мочалина, Александр Баскаков, Сергей Дворецкий и лидер группы Hail The Ghost Киран О’Рейли, который появляется в ролике на экране планшета. 
19 октября 2020 группа «Магелланово Облако» представила клип на композицию «За Чертой» с альбома «Отражение». Автор идеи, режиссура, съемка, монтаж, продакшн — Ярослав Болотин. Герои: Соня Труман, Даниил Поткалюк. В съемках принял участие лидер группы «Магелланово Облако» Сергей Дворецкий и музыканты его группы.
30 октября 2020 песня «Семинар» была издана на цифровых площадках. Ранее эта песня существовала только в эксклюзивном издании на флэш-карте в альбоме «Золотое Сечение».

25 ноября 2020 группа «Магелланово Облако» представила альбом «Междуречье» и клип на заглавную песню альбома, снятый режиссёром Ярославом Болотиным. Съемки клипа прошли в Дагестане. 
5 февраля 2021 группа «Магелланово Облако» представила сингл «При Свете Дня».

17 сентября 2021 группа «Магелланово Облако» представила альбом «Вместе».  На заглавную песню альбома был снят клип режиссёром Ярославом Болотиным.
1 января 2022 группа «Магелланово Облако» представила песню «Волшебный Лес».
14 января 2022 группа «Магелланово Облако» представила сингл «Дом Огня».
28 января 2022 группа «Магелланово Облако» представила песню «Echo Miłości» при участии польской певицы Monika Kurza. Песня исполнена на польском и русском языках. Это кавер версия песни «Эхо Любви», известной по исполнению Анной Герман.
9 февраля 2022 вышел трибьют Сергею «Чижу» Чигракову Vol.2, на котором группа «Магелланово Облако» представила песню «Мышка».
25 февраля 2022 группа «Магелланово Облако» представила сингл «Не Зная Оков».
15 апреля 2022 группа «Магелланово Облако» представила сингл «Ты Есть». В записи песни принял участие Александр Титов («Аквариум» и «Кино»), который исполнил соло на бас-гитаре.
20 мая 2022 группа «Магелланово Облако» представила сингл «Серебряный Луч».
22 июля 2022 группа «Магелланово Облако» представила сингл «Аксиома».
2 сентября 2022 группа «Магелланово Облако» попала в хит-парад «Чартова дюжина» Нашего радио с песней «Аксиома». По итогам голосования новинка получила статус «Взлом чарта» и 8 месяцев находилась в чарте, максимально заняв 2 место хит-парада.
23 сентября 2022 группа «Магелланово Облако» представила альбом «Духовный Бедуин».
В декабре 2022 года группа «Магелланово Облако» стала номинантом премии "Чартова Дюжина 2023" в трех номинациях: «Альбом года», «Взлом» и «Кавер года». По итогам голосования группа прошла в финал в номинации "Взлом".
14 марта 2023 года группа «Магелланово Облако» представила клип на композицию «Сохранить» с альбома «Духовный Бедуин». Режиссёр и автор идеи: Ангелина Ластовская. Оператор: Иван Тышко. Актёры: Олег Игнатьев, Ангелина Ластовская, Николай Воробьёв, Ольга Михайлова, Кирилл Вычужанин.
7 апреля 2023 группа «Магелланово Облако» представила сингл «Шива Лингам».
В феврале 2024 года группа «Магелланово Облако»  прошла в финал голосования на соискания премии «Чартова Дюжина 2024» от Нашего радио в номинациях: "Солист", "Группа" и "Видеоклип".
7 марта 2024 группа «Магелланово Облако» представила сингл «Всё Неслучайно».
12 апреля 2024 группа «Магелланово Облако» представила альбом «Бесконечно».
2 мая 2024 группа «Магелланово Облако» попала в хит-парад «Чартова дюжина» Нашего радио с песней «Всё Неслучайно». По итогам голосования новинка получила статус «Взлом чарта» и 4 месяца находилась в чарте, 5 раз заняв 1 место хит-парада.
20 сентября 2024 группа «Магелланово Облако» эксклюзивно представила песню "Многоточие" в хит-параде «Чартова дюжина» Нашего радио.
4 октября 2024 года сингл "Многоточие" стал доступен на всех музыкальных цифровых площадках.
25 октября 2024 группа «Магелланово Облако» представила альбом «Многоточие».

## Автор песен
- Сергей Дворецкий — автор музыки и текстов песен группы "Магелланово Облако", лидер группы, вокал, соло гитара, акустическая гитара, укулеле, гармониум

## Дискография

### Альбомы
- 2011 — «Оберег»
- 2012 — «Озарение»
- 2012 — «Shuffle»
- 2012 — «На Первую Строку»
- 2013 — «Магелланово Облако»
- 2013 — «Акустика»
- 2014 — «Идиосинкразия»
- 2014 — «Условный сигнал»
- 2015 — «Параллели»
- 2016 — «Случайная Любовь»
- 2017 — «Архитектоника»
- 2018 — «Поворот Колеса»
- 2018 — «Вьюга»
- 2018 — «Live»
- 2019 — «Вибрация»
- 2019 — «Золотое Сечение»
- 2020 — «Отражение»
- 2020 — «Междуречье»
- 2021 — «Вместе»
- 2022 — «Духовный Бедуин»
- 2024 — «Бесконечно»
- 2024 — «Многоточие»

### Синглы
- 2012 — «Озарение»
- 2013 — «Потолок»
- 2013 — «Оберег»
- 2014 — «Ангел»
- 2015 — «Ледовитый Океан»
- 2016 — «Позывной»
- 2016 — «Перекати-поле»
- 2016 — «Досмотреться До Бога»
- 2017 — «Шифр»
- 2017 — «Отголоски»
- 2020 — «Семинар»
- 2021 — «При Свете Дня»
- 2022 — «Волшебный Лес»
- 2022 — «Дом Огня»
- 2022 — «Echo Miłości»
- 2022 — «Не Зная Оков»
- 2022 — «Ты Есть»
- 2022 — «Серебряный Луч»
- 2022 — «Аксиома»
- 2023 — «Шива Лингам»
- 2024 — «Всё Неслучайно»
- 2024 — «Многоточие»

### Магелланово Облако/Акустика (2013)
Двойной альбом — сборник, включающий в себя как ранее записанные, но не опубликованные песни, так и специально отобранные песни с предыдущих альбомов.

### «Идиосинкразия» (2014)
20 марта 2014 года состоялся релиз альбома «Идиосинкразия». Особенностью альбома являлось его создание именно для издания на виниле: теплый объемный звук, сама пластинка, её оформление, автором которого стал Владимир Забавский, известный по работам с группой «Аквариум» — все это, наряду с песнями — важные его составляющие.

### «Условный Сигнал» (2014)
В сентябре 2014 года группа выпустила альбом «Условный Сигнал», над которым московские музыканты работали с ирландским саунд-продюсером Tommy McLaughlin (Villagers) и мастеринг инженером Richard Dowling (Sinead O'Connor, David Bowie, Eurythmics, Foo Fighters, Brian Eno, Sparks, Suede, The Kinks и др.). В результате получилось то, чего меньше всего ожидали от «Магелланово Облако»: звучание, которое максимально далеко от традиционных форм русского рока.
Для кого-то этот альбом станет естественным продолжением истории «Магелланово Облако», для кого-то он может стать переломным в восприятии, так как смелость русско-ирландского эксперимента вызвала немало обсуждений.

«У „Магелланова Облака“ есть отличные шансы добиться успеха, разговаривая со своим слушателем тет-а-тет. Такие песни, как „Замёрзший цветок“ или „Вечность“, наиболее ярко иллюстрирующие особенности творческого метода группы, производят очень сильное впечатление — особенно на фоне теленовостей и поляризации общества.» Алексей Мажаев(INTERMEDIA, музыкальный критик) 

«Все очень и очень серьезно, все вещи названы своими именами. А быть в наше время серьезным и прямолинейным еще опаснее, чем тридцать лет назад. Альбом наверняка называется "Условный Сигнал" не только потому, что участники группы получают некие сигналы из космоса и теперь имеют возможность запросто беседовать с самими небесами. Это - прежде всего сигналы нам с вами. Простые позывные, помогающие настроиться на ту самую волну, которую очень многие ищут, но в обычном радиоэфире ни за что не найдут.» Олег Гальченко ("Наш НеФормат")  
Осенью 2014 года в поддержку нового альбома прошел российский тур по Центру, Поволжью, Уралу и Сибири, а также презентация нового альбома в Москве и Санкт-Петербурге. 5 ноября 2014 состоялась презентация альбома «Условный Сигнал» в эфире программы «Живые» («Своё радио»). Альбом «Условный Сигнал» — номинант премии Русский ТОП 2014 в категории «Лучший альбом».. По версии портала Репродуктор альбом вошел топ-10 лучших альбомов 2014 г.

### «Параллели» (2015)
4 декабря 2015 группа «Магелланово Облако» представила новый альбом «Параллели». Основная особенность «Параллелей» — обрамление образов песен не только классическими аранжировками, как это было в прежних работах группы, но и ожившими атмосферными звуками, родившихся из настроений и визуальных форм новых песен. 4 января 2016 состоялась презентация альбома «Параллели» в московском клубе «16 Тонн».

«Альбом и вправду вышел, да, цельным и полным так присущей произведениям Дворецкого стремительности, движения к новому, неуспокоенностью, сам же автор считает его музыкой "вековечной русской тоски". Так или иначе Дворецкий и его коллеги в "Параллелях" продолжают наводить мосты от русскоязычного рока к року русскому, полному оригинальных мелодий и полноценных текстов.» Андрей Васянин ("Российская газета") 

«Слушатель-новичок (...) наверняка будет задет за живое и яркими мелодиями, и точными, проникающими куда-то в подсознание образами совсем вроде бы абстрактных, беспредметных текстов.» Олег Гальченко ("Наш НеФормат")  

«В каждой песне делали шаг в сторону, которая прежде была не изучена. Получилось некое трансцендентальное путешествие через совершенно разную музыку.» Наталья Тюменцева ("Мира клуб" (журнал "Мираман"))  

### «Случайная Любовь» (EP 2016)
26 сентября 2016 группа Магелланово Облако представила свою новую работу — «Случайная Любовь».
3 романса:
- «Случайная Любовь»
- «До Загадочных Звезд»
- «Снился Мне Сад»

Это совсем другое «Магелланово Облако» — то, которое практически всегда остаётся «за кадром», но неизменно существующее параллельно.

### «Архитектоника» (2017)
9 июня 2017 группа «Магелланово Облако» представила новый альбом который получил название «Архитектоника». Точный и понятный камертон для правдивого разговора с собственным сердцем. Музыка, которая способна дать именно вашу основную ноту. Альбом группы «Магелланово Облако» настраивает на искренний диалог и подтверждает право быть честным в своих чувствах.

«После "Архитектоники" мы о МАГЕЛЛАНОВОМ ОБЛАКЕ узнали, что оно может не только ласкать душу гармоничными созвучиями, но и больно ранить. Что Дворецкий все смелее осваивает не обжитые другими его коллегами территории и не собирается тиражировать только тот свой образ, который сложился в сознании слушателей за предыдущие годы существования группы. То есть показывает еще один пример того, как можно неторопливо и в то же время уверенно идти своей однажды выбранной дорогой, ведущей по направлению то ли к храму, то ли прямо в рай...» Олег Гальченко ("Наш НеФормат") 

### «Поворот Колеса» (2018)
В марте 2018 группа «Магелланово Облако» представила новый альбом который получил название «Поворот Колеса».

 "Он во многом спонтанен, и отправной точкой было вложить как можно больше любви и надежды в каждую песню", - говорит лидер «Магелланова облака»  Сергей Дворецкий. "Он больше не принадлежит нам, он полностью ваш и мне очень хочется, чтобы все то светлое и доброе делало вашу жизнь счастливее." INTERMEDIA  

«Еще одну горсточку успокоительных таблеток от опытного целителя наших больных душ Сергея Дворецкого можно принимать без опасений насчет неблагоприятных побочных эффектов. От передоза любви еще никто не умирал. Разобраться бы только, какое именно колесо имеется в виду! Колесо Фортуны? Колесо Дхармы? "Служение муз не терпит колеса", ибо "колеса любви едут прямо по нам"? Дворецкий по-прежнему верен себе и не торопится давать конкретных ответов на эти вопросы, позволяя слушателю дописывать намеченную им абстрактную картину так, как хочет каждый из нас.» Олег Гальченко ("Наш НеФормат") 

### «Вьюга» (2018)
4 сентября 2018 группа «Магелланово Облако» официально представила новый альбом который получил название «Вьюга».
Музыка непривычной для нашего времени тонкости и мелодизма. Песни из мира, где гармония считается нормой.
В альбом вошли 4 композиции:
- Вьюга
- Начало Седьмого
- Так Происходит
- Давай Не Проспим

### «Live» (2018)
9 ноября 2018 группа «Магелланово Облако» официально представила концертный альбом «Live».
Это не просто сборник исполняемых на концерте песен, а своеобразный артефакт, где наряду с песнями уже известными в своих студийных вариантах, представлены и те, что на данный момент были зафиксированы лишь в концертном исполнении. 
Все песни были записаны в разные годы в прямом эфире студии «Своего Радио», в рамках программы «Живые».

### «Вибрация» (2019)
29 марта 2019 группа «Магелланово Облако» официально представила альбом «Вибрация».
В альбом вошли 4 композиции:
- Жёлтый И Красный
- Вибрация
- Соцветия
- Время

Для обложки альбома была выбрана фотография балерины Большого театра Елизаветы Крутелевой, фотограф Полина Ерохина.

### «Золотое Сечение» (2019)
28 октября 2019 группа «Магелланово Облако» официально представила альбом «Золотое Сечение».
История о том, как одинокий чувствующий человек, минуя отчаяние, находит множество внутренних смыслов. Он обретает целостность через созидание, оставляя за собой право быть тем, кто он есть.

«Космично, гармонично, симметрично и пропорционально.» (Геннадий Шостак, "Наш НеФормат") 

### «Отражение» (2020)
25 сентября 2020 года группа «Магелланово Облако» официально представила альбом «Отражение».
Заглавную песню альбома "Отражение" группа записала дуэтом с Kieran O'Reilly, лидером знаковой ирландской альтернативной рок-группы Hail The Ghost и актером из сериала Vikings, получившим премию Emmy.

«Несмотря на все конфликты, катаклизмы и пандемии, Сергей Дворецкий и группа «Магелланово облако» продолжают излучать в своей музыке романтический свет. (...) Послевкусие альбом оставляет приятное и нежное.» Алексей Мажаев(INTERMEDIA, музыкальный критик) 

«Если в вашем сердце живет хотя бы толика той нежности, которая ощутима в этой музыке, при контакте может случиться эмоциональный взрыв термоядерной силы.» Денис Ступников (KM.RU, музыкальный критик) 

### «Междуречье» (2020)
25 ноября 2020 группа «Магелланово Облако» официально представила альбом «Междуречье».
Альбом вышел к 10-летию группы и включил в себя новые песни и 2 EP.

### «Вместе» (2021)
17 сентября 2021 года группа «Магелланово Облако» официально представила альбом «Вместе».
Мультижанровый оксюморон в духе светлого психоделического напутствия

«Внутренняя связь со своей тишиной и уязвимостью, возможность идти именно из этих состояний к контактам дают тебе и сонастройку с «мы». Это рождает общее небо, которое во много раз больше, чем твоё собственное. Именно об этом - истинное «Вместе».» (INTERMEDIA) 

### «Духовный Бедуин» (2022)
23 сентября 2022 года группа «Магелланово Облако» официально представила альбом «Духовный Бедуин».
О любви, правде и доверии.
В альбом вошли пять синглов, выпущенные ранее в этом году, а также шесть новых композиций.
В записи пластинки приняли участие Александр Титов («Кино», «Аквариум») и Александр Корюковец («Аффинаж»). 
В цифровом виде на Яндекс.Музыке представлена эксклюзивная deluxe-версия альбома с комментариями автора. 
Альбом также выпущен на CD в коллекционном издании с бонус треками и 16-страничным буклетом.

«Этот альбом - хрупкий паззл, собирая который песня за песней, оказываешься в состоянии внутренней целостности.» (INTERMEDIA) 

### «Бесконечно» (2024)
12 апреля 2024 года группа «Магелланово Облако» официально представила альбом «Бесконечно». В альбом вошли 12 композиций, в том числе сингл "Всё Неслучайно", выпущенный ранее в этом году.

«Путешествие из тоски и пустоты к жизни и свету» (НАШЕ радио) 

### «Многоточие» (2024)
25 октября 2024 года группа «Магелланово Облако» официально представила альбом «Многоточие». В альбом вошли 11 композиций, в том числе одноименный сингл , выпущенный ранее в этом году.

«11 песен как 11 жизней, каждая из которых не заканчивается, а через многоточие переходит к следующей..» (НАШЕ радио) 

««Многоточие» же, вобравшее в себя одиннадцать песен, включая одноимённую забористую, оказалось самым настоящим восклицательным знаком.» (Степан Ратников, журналист) 